# Etakum
Etakum est une localité du Cameroun située dans la région du Nord-Ouest, le département du Bui et l'arrondissement de Noni, qui est le ressort territorial de la commune de Nkor. 

## Population
Lors du recensement de 2005, on y dénombrait 4 439 personnes. 